# Alvin Plantinga
Alvin Plantinga (Ann Arbor, Míchigan, 5 de noviembre de 1932) es un filósofo norteamericano profesor en la University of Notre Dame.
Plantinga es ampliamente conocido por su trabajo en la filosofía de la religión, la epistemología, la metafísica y la apologética cristiana. Es autor de numerosos libros, incluyendo God and Other Minds (1967), The Nature of Necessity (1974), y una trilogía de libros sobre epistemología, que culmina con Warranted Christian Belief (2000). Ha impartido las Gifford Lectures tres veces, y fue descrito por la revista TIME como «El filósofo de Dios ortodoxo protestante líder de los Estados Unidos». Plantinga es considerado una figura prominente del movimiento intelectual evangélico.

## Educación
Alvin asistió a la escuela secundaria en Jamestown College en Dakota del Norte allí desarrolló un gran interés por los deportes. El currículo de la escuela era pobre, y antes de que Alvin llegara a su último año, su padre Cornelio le insistió en que acudiera a la universidad para avanzar en su educación. Plantinga se matriculó en Jamestown College en el otoño de 1949. A su padre le ofrecieron un trabajo en el departamento de filosofía en Calvin College y, a regañadientes, por la insistencia de su padre Alvin se matriculó allí en 1950.
En su primer curso en Calvin, presentó una solicitud a la Universidad de Harvard, para su sorpresa, se le concedió una buena beca y comenzó sus estudios en 1950. Regresó a Calvin durante las vacaciones de primavera tras su segundo semestre en la Universidad de Harvard, y asistió a las conferencias de William Harry Jellema. Jellema le causó tan buena impresión que Plantinga volvió a Calvin para estudiar con él. Nunca lamentaría esta decisión. La Filosofía en Calvin (bajo la influencia de Harry Jellema y Henry Stob) hacía hincapié en el estudio de la historia de la filosofía. Parte de la educación superior de Plantinga, por tanto, se centró en el estudio de figuras clave desde Platón a Kant. Sin embargo, hubo una nueva directiva primaria, el estudio de la historia de la filosofía como un escenario donde 'visiones religiosas divergentes competían por la fidelidad'. La educación de Plantinga, por lo tanto, asumió una nueva seriedad a la luz de este marco.
Se licenció en la Universidad de Míchigan, en 1955, y se doctoró en Yale University, en 1958.
La carrera de Plantinga ha florecido y sigue floreciendo a lo largo de los años. Ha sido profesor en la Universidad Estatal de Wayne (1958-1963), Universidad de Calvino (1963-1982) y la Universidad de Notre Dame (1982-2002). Ha sido profesor visitante en varias universidades de primer nivel: de Harvard (1964-1965), Chicago (1967), Míchigan (1967), Boston (1969), Indiana (1970), UCLA (1972), Siracusa (1978) y Arizona (1980). Entre las conferencias que ha sido invitado a dar, son notables en particular las de Suárez Profesor de la Universidad de Fordham (1986); Gifford Profesor, Universidad de Aberdeen (1987); Wilde Profesor de la Universidad de Oxford (1988), y (por segunda vez) Gifford Profesor, Universidad de St. Andrews (2005). Fue Guggenheim Fellow (1971-1972) y ha sido miembro de la Academia Americana de las Artes y las Ciencias desde 1975. 
Plantinga ha sido galardonado con títulos honoríficos de (entre otras instituciones) la Universidad de Glasgow (1982), Calvin College (1986) y la Universidad Libre de Ámsterdam (1995).

## Pensamiento filosófico

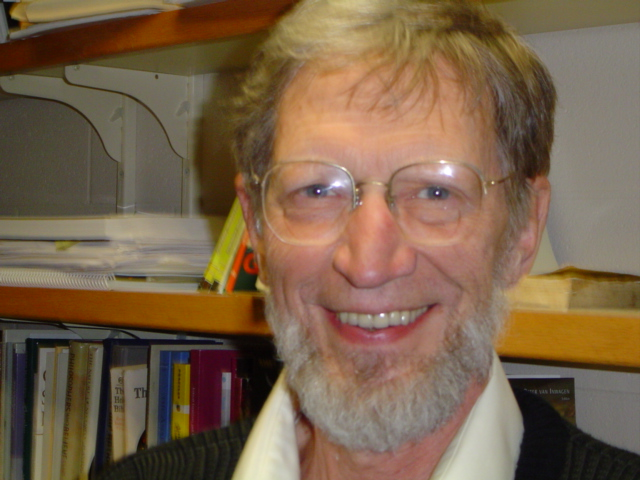
Plantinga en la Universidad de Notre Dame en 2004

### Argumento evolutivo contra el naturalismo
En el argumento evolutivo de Plantinga contra el naturalismo, él argumenta que la verdad de la evolución es una derrota epistémica para el naturalismo (es decir, si la evolución es verdadera, el naturalismo no lo es). Su argumento básico es que si la evolución y el naturalismo son ambos verdaderos, las facultades cognoscitivas humanas evolucionaron para producir creencias que tienen valor de supervivencia, no necesariamente para producir creencias verdaderas o ciertas.
Así, una vez que las facultades cognoscitivas humanas se sintonizan para la supervivencia y no la verdad en el modelo naturalista-evolución, hay razones para dudar de la veracidad de los productos de esas mismas facultades, incluyendo el naturalismo y la propia evolución. Por otro lado, si Dios creó al hombre "a su imagen" a través de un proceso evolutivo (o cualquier otro medio), Plantinga argumenta que nuestras facultades probablemente sean confiables.
El argumento no asume ninguna correlación necesaria (o falta de correlación) entre las creencias verdaderas y la supervivencia.
Así, el argumento de Plantinga rezaría como sigue:

Definiciones:
1. N (naturalismo) ∧ M (materialismo) = La realidad se reduce a la materia: lo único que existe es material y los entes "intelectuales" o "espirituales" no tienen ningún tipo de poder causal. No existe ningún "Dios" ni ningún ser "sobrenatural".
2. E = Los seres humanos han llegado a existir como tales mediante los mecanismos descritos por la teoría de la evolución (mutaciones + selección natural).
3. F = Nuestras facultades cognitivas son, en general, fiables.

Estructura del argumento:
1. P(F/N∧M∧E) es baja.
2. Cualquiera que acepte N∧M∧E y entienda que P(F/N∧M∧E) es baja, tiene un defeater para F.
3. Cualquiera que tenga un defeater para F, tiene motivos de peso para dudar de la validez o la verdad de cualquier creencia que tenga, incluida la creencia en N∧M∧E.
4. La creencia en N∧M∧E se socava a sí misma.

Una posible objeción evidente sería preguntar por qué la probabilidad de que nuestras facultades cognitivas sean en general fiables es baja simplemente aceptando N∧M∧E (como dice la premisa 1), pues cabría pensar que la tendencia evolutiva a ser capaz de formarse creencias verdaderas, como el entendimiento de que delante de uno hay un depredador, y actuar en consecuencia, podrían ser perfectamente adaptativas (por causar esta creencia que uno entienda el peligro y, por tanto, evite a dicho depredador o tome las medidas pertinentes cuando sea necesario) y, por tanto, favorecidas por los mecanismos propios de la evolución.
Dicho esto, el punto con el argumento de Plantinga sería que, aceptando la teoría de la evolución como un proceso principalmente mecanicista, y dado que según el materialismo (M) los "entes no materiales", como las mentes no corpóreas, no existen y por tanto carecen de poder causal en absoluto, no habría en tal caso ningún motivo por el cual una persona ante este razonamiento estuviera legitimada en asumir que sus facultades cognitivas son fiables (F) o "dirigidas" mediante los procesos de la evolución a formarse creencias verdaderas en lugar de falsas, por cuanto el significado mental o contenido proposicional de estas sería irrelevante (aceptando N∧M∧E) para los procesos de selección natural de la evolución, pues el hecho de tener o no una creencia verdadera como "Hay un depredador delante de mí" no intervendría ni influiría en absoluto (según la propuesta propia del materialismo, M) en la acción de los músculos para alejarse o evitar al depredador observado, ya que estos procesos mecánicos (estímulos neuronales y activación de los músculos) no necesitarían de ningún tipo de agencia volitiva consciente o intencionalidad que los active.
Plantinga pone el siguiente ejemplo con un hombre llamado Paul:

"Tal vez a Paul le gusta mucho la idea de ser comido, pero cuando ve a un tigre, siempre sale corriendo en busca de un mejor prospecto, porque piensa que es poco probable que el tigre que ve lo coma. Esto hará que las partes de su cuerpo estén en el lugar correcto en lo que se refiere a la supervivencia, sin involucrar muchas creencias verdaderas ... O quizás piense que el tigre es un gatito grande, amigable y de peluche y quiere acariciarlo; pero también cree que la mejor manera de acariciarlo es huir de él ... Claramente, hay una cantidad de sistemas de creencias y deseos que se ajustan igualmente a un determinado comportamiento."
Plantinga, Alvin Warrant and Proper Function , (Nueva York: Oxford University Press), 1993. págs. 225–226

El argumento recibió una notificación favorable de Thomas Nagel, William Lane Craig.

### Argumento ontológico modal
Plantinga defendió el esencialismo en su trabajo The Nature of Necessity, donde da un estudio completo al concepto de necesidad. En él, dedica varios capítulos defendiendo que llama la necesidad de re (de una cosa), la idea que los objetos puedan tener propiedades modales como atributos esenciales. Para ello, Plantinga usó la noción modal de mundos posibles. Plantinga aplicó un enfoque modal al argumento ontológico para la existencia de Dios en The Nature of Necessity.
Una versión de su argumento es la siguiente:
1. Un ser tiene la excelencia máxima en un mundo posible W si y solo si es omnipotente, omnisciente y totalmente bueno en W ; y
2. Un ser tiene la grandeza máxima si tiene excelencia máxima en cada mundo posible.
3. Es posible que haya un ser que tenga la grandeza máxima. (Premisa)
4. Por lo tanto, posiblemente, es necesariamente cierto que existe un ser omnisciente, omnipotente y perfectamente bueno.
5. Por lo tanto, (por el axioma S5) es necesariamente cierto que existe un ser omnisciente, omnipotente y perfectamente bueno.
6. Por lo tanto, existe un ser omnisciente, omnipotente y perfectamente bueno.

Plantinga argumentó que, aunque la primera premisa no está establecida y pueda ser rechazada, no es contraria a la razón, por lo que concluye que:

"Por lo tanto, nuestro veredicto sobre estas versiones reformuladas del argumento de San Anselmo debe ser el siguiente. Tal vez no se pueda decir que prueben o establezcan su conclusión. Pero como es racional aceptar su premisa central, sí demuestran que es racional aceptar esa conclusión. Y tal vez eso es todo lo que se puede esperar de cualquier argumento de este tipo."
Plantinga, Alvin. The Nature of Necessity p.221

En 2017, con respecto a la afirmación de Plantinga de que el argumento ontológico hace que la creencia en Dios sea racional, responde: "Esa es una afirmación que hice, pero no estoy tan seguro de que muestre siquiera eso".

### Defensa del libre albedrío
Es un intento de refutar el problema lógico del mal, el argumento de que al postular la existencia de un Dios omnipotente y omnisciente totalmente bueno en un mundo malo constituye una contradicción lógica. Plantinga plantea que es posible «que Dios, aún siendo omnipotente, no pudo crear un mundo con criaturas libres que nunca eligieran el mal. Por otra parte, es posible que Dios, aún siendo omnibenevolente, hubiera deseado crear un mundo en el que existiera la maldad, si la bondad moral requiere de criaturas moralmente libres».
Tal postura parte del problema lógico del mal, que plantea cuatro proposiciones principales: un Dios todopoderoso (omnipotente) podría prevenir que existiera el mal en el mundo; un Dios que todo lo sabe (omnisciente) sabría que existe la maldad en el mundo; un Dios bondadoso (omnibenevolente) querría evitar que la maldad existiera en el mundo, y, sin embargo, existe tal maldad. De acuerdo con John Leslie Mackie, parece existir una contradicción entre estas proposiciones, pues no podrían ser verdad todas simultáneamente. Al parecer innegable el cuarto planteamiento, se puede inferir que una de las tres anteriores sería falsa y, por tanto, no puede existir un Dios omnipotente, omnisciente y omnibenevolente.
Aunque la defensa del libre albedrío de Plantinga ha sido bien recibida por varios filósofos contemporáneos, otros afirman que falla en resolver adecuadamente el problema del mal. Asimismo, su defensa se refiere exclusivamente al mal moral, sin abordar el mal natural, a la vez que se plantea que falla al presuponer una visión incompatibilista del libre albedrío.

## Obras
- (ed) Faith and Philosophy, Grand Rapids: Eerdmans, 1964.
- (ed) The Ontological Argument, Garden City, New York: Doubleday, 1965.
- God and Other Minds, Ithaca: Cornell University Press, 1967; rev. ed., 1990. ISBN 0-8014-9735-3
- The Nature of Necessity, Oxford: Clarendon Press, 1974. ISBN 0-19-824404-5
- God, Freedom, and Evil, Grand Rapids: Eerdmans, 1974. ISBN 0-04-100040-4
- Does God Have A Nature? Wisconsin, Marquette University Press, 1980. ISBN 0-87462-145-3
- and Nicholas Wolterstorff (eds) Faith and Rationality: Reason and Belief in God, Notre Dame: University of Notre Dame Press, Indiana & London, 1983. ISBN 0-268-00964-3
- Warrant: the Current Debate, Oxford University Press, New York & Oxford, 1993. ISBN 0-19-507861-6 (1987-1988 Gifford Lectures, online)
- Warrant and Proper Function, Oxford University Press, New York & Oxford, 1993. ISBN 0-19-507863-2 (1987-1988 Gifford Lectures)
- The Analytic Theist: An Alvin Plantinga Reader, James F. Sennett (editor), William. B. Eerdmans, Grand Rapids, 1998. ISBN 0-8028-4229-1
- Warranted Christian Belief, Oxford University Press, New York & Oxford, 2000. ISBN 0-19-513192-4
- Essays in the Metaphysics of Modality ed. Matthew Davidson, New York: Oxford University Press, 2003. ISBN 0-19-510376-9
- Knowledge of God (with Michael Tooley), Oxford: Blackwell, 2008. ISBN 0-631-19364-2

### Trabajos en línea
- The Nature of Necessity ISBN 0198244142, 1978
- Plantinga, Alvin. «The Dawkins Confusion». Books and Culture (en inglés). Archivado desde el original el 11 de diciembre de 2015. Consultado el 26 de mayo de 2019.